# Jožef Berke (duhovnik)
Jožef Berke pl. veliko-bakovski (madžarsko nagy-barkóczi Berke Jozsef, nemško Jozsef Berke von Nagy-Barkócz), slovenski evangeličanski duhovnik, plemič, * 8. februar 1771, Sebeborci; † 9. november, 1833, Križevci.

## Življenjepis
Rodil se je v plemiški družini v Sebeborcih, očetu Nobilis Berke Janošu (roj. 1734) in Juditi pl. Novak (roj. 1742). Krstna botra sta bila luteran Janoš Szlivnyak in katoličanka Nobila Suzana pl. Lippich. Družina je posedovala posestva v Tešanovcih, Moravcih in Sebeborcih. V Čobinu je v ljudski šoli pridobil osnovno izobrazbo, od leta 1778 pa je študiral v evangeličanskem liceju v Šopronu. Nato je s pomočjo svojega strica, vplivnega odvetnika in veleposestnika Ferenca pl. Novaka, odšel na univerzo v Jeno (Nemčija), kjer je tri leta študiral teologijo, dva semestra pa je študiral tudi medicino. Po vrnitvi domov je prevzel župnijo svojega brata Ferenca Berkeja. 30. junija 1804 je bil ordiniran za duhovnika v Križevcih. Tam je deloval vse do svoje smrti leta 1833. 
Poročil se je z Terezijo pl. Szabo (1794-1838), hčerko Gregorja pl. Szabo-ta iz Szentgyörgyvölgija in Eve pl. Kregar. Družina Szabo de Szentgyörgyvölgy je bila stara plemiška družina Zalske županija in pripadnica reformirane cerkve. Posesti so imeli tudi na območju Prekmurja, kjer jim je bilo podložnih več družin v Prosenjakovcih. Terezijin brat Janez pl. Szabo je bil ugleden politik Zalske županije, sodnik županijske table Zalske županije, veleposestnik, ter dopisnik osrednjega budimpeštanskega časnika Pesti Hirlap. V njegovem zakonu so se rodili naslednji otroci:
- Janoš pl. Berke, evangeličanski duhovnik v Križevcih, veleposestnik
- Jožef pl. Berke, odvetnik, sodniški prisednik, državni poslanec, veleposestnik, predsednik murskosoboške hranilnice
- Peter pl. Berke, inženir, zemljiški posestnik v Markišavcih